# 舊格拉西亞尼宅邸
舊格拉西亞尼宅邸（日语：旧グラシアニ邸），是一座位於日本兵库县神户市中央區北野町山本通的異人館。也曾是重要傳統的建造物群保存地區「北野町山本通」的構成部分，2012年2月14日，該建築物曾在一場大火中被完全燒毀。

## 沿革
該宅邸是建於1908年的西式殖民地風格建築，曾作為法國商人格拉西亞尼的住所。建築物位於山本通北側的石牆上。擁有使用面向大庭院的花園露台，曾作為法式餐廳和咖啡店向公眾開放。主樓西側的磚砌酒窖則用作車庫。
2012年2月14日5時35分左右，該建築物的一樓附近發生火災，在持續燃燒7小時30分鐘後，最終導致200平方公尺的二層木結構建築被燒毀。建築物被認為是人為縱火。一名嫌疑人因涉嫌該事件被捕。
管理該建築物的平川商事公司2月23日商議，計劃決定利用剩餘的牆壁和屋頂瓦片進行重建。2013年，建築物的重建工程完工，並在9月14日作為法式餐廳開業。在約3億日元的重建費用中，約有7000萬日元由神戶市政府補助。

## 建築設計
- 設計：未知
- 完成：明治41年（1908年）
- 結構：木結構，地上2層，四坡結構，橫瓦屋面，外牆隔板油漆油漆，上下百葉窗
- 地址：兵庫縣神戶市中央區北野町4-8-1
- 備註：位於北野/山本地區的傳統建築-24

## 外部連結
- 舊格拉西亞尼宅邸官方網站 （页面存档备份，存于）